# 青年と老年について、生と死について、呼吸について
『青年と老年について、生と死について、呼吸について』（せいねんとろうねんについて、せいとしについて、こきゅうについて、希: Περὶ νεότητος καὶ γήρως, καὶ ζωῆς καὶ θανάτου, καὶ ἀναπνοῆς、羅: De Juventute et Senectute, De Vita et Morte, De Respiratione、英: On Youth, Old Age, Life and Death, and Respiration）とは、アリストテレス名義の自然学著作の1つであり、『自然学小論集』を構成する7篇の内の1つ。

## 構成
全27章から成るが、最後の「呼吸について」の部分がその内の21章を占めるので、ここだけ『呼吸について』として独立させる編集が成される場合もある。
- 第1章 - 本篇の問題。動物と生との関係。生物の体の構造。動物と植物の差異。
- 第2章 - 動物の体の三部分とその能力。栄養器官と感覚器官。
- 第3章 - 植物の繁殖。有血動物と無血動物。
- 第4章 - 三部分の中の中間部分。本性的な熱。生とは熱の保持、死とは熱の喪失。
- 第5章 - 火の死滅の二種 --- 焼尽と消火。熱保存のための冷却の必要。
- 第6章 - 熱と栄養の関係。栄養は熱の冷却のために必要。寒暑と生物。保温。

---
- 第7章 - 肺を有するものに呼吸がある。
- 第8章 - アナクサゴラスの呼吸論。ディオゲネスの呼吸論。
- 第9章 - 魚類の呼吸。昆虫類の呼吸。
- 第10章 - デモクリトスの呼吸論。
- 第11章 - プラトン『ティマイオス』に見られる呼吸論。
- 第12章 - 呼吸は栄養のためにあるではない。
- 第13章 - エンペドクレスの呼吸論。
- 第14章 - 栄養の根源としての心臓。火の消滅とその保護。
- 第15章 - 生の保護としての冷却 --- 微細な無血動物の場合、有血有肺動物の場合、昆虫・甲殻類・水螅の例。
- 第16章 - 有血動物の冷却方法。鰓（えら）を有する動物の冷却方法。
- 第17章 - 生の保持には冷却と栄養が必要。その2つを生み出す呼吸と食物、気管と食道。
- 第18章 - 噴水孔を有する動物の呼吸と冷却。軟体動物と甲殻類の場合。
- 第19章 - 冷却の機制。冷却が必要なのは体内の熱ゆえ。
- 第20章 - エンペドクレスの排熱説。
- 第21章 - 肺呼吸の原因。
- 第22章 - 心臓と肺の関係。心臓と鰓（えら）の関係。
- 第23章 - 死の問題。自然な死と不自然な死。死は熱の欠乏が原因。老年の死、病死。
- 第24章 - 生、出生、青年、壮年、老年、死、枯死。
- 第25章 - 肺や鰓（えら）の運動。
- 第26章 - 心臓の三現象 --- 1.呼吸、2.鼓動、3.脈動。鼓動は心臓内の熱圧縮。脈動は食物の液体の熱膨張。
- 第27章 - 呼吸は成長力の根源たる熱の増大によって生じる。鞴（ふいご）の例え。鰓（えら）の運動も同じ。結語。

## 日本語訳
- 『アリストテレス全集6』 岩波書店、1968年